# Bültsee und Umgebung
Der Bültsee und Umgebung ist ein Naturschutzgebiet in der schleswig-holsteinischen Gemeinde Kosel im Kreis Rendsburg-Eckernförde.
Das rund 55 Hektar große Naturschutzgebiet ist unter der Nummer 104 in das Verzeichnis der Naturschutzgebiete des Ministeriums für Landwirtschaft, Umwelt und ländliche Räume eingetragen. Es wurde 1982 ausgewiesen (Datum der Verordnung: 3. Juni 1982). Das Naturschutzgebiet ist Bestandteil des FFH-Gebietes „Großer Schnaaper See, Bültsee und anschließende Flächen“. Es grenzt an das Landschaftsschutzgebiet „Hüttener Vorland“. Zuständige untere Naturschutzbehörde ist der Kreis Rendsburg-Eckernförde.
Das Naturschutzgebiet liegt nordwestlich von Eckernförde in einer abflusslosen Senke des Schnaaper Sanders am Rand des Naturparks Schlei. Es stellt den etwa 20 Hektar großen Bültsee und die ihn umgebenden Flächen unter Schutz. Diese werden großflächig von Grünland eingenommen. Teilflächen sind von Bruchwald und kleinen Wäldern eingenommen. Im Naturschutzgebiet befinden sich im Osten auch zwei kleine Kesselmoore sowie Trockenrasen- und Heideflächen im Westen. In den Mooren sind Wollgräser (Schmalblättriges und Scheidiges Wollgras) zu finden. Auf den trockenen Standorten im Westen sind Besenheide, Hasen- und Feldklee, Bergsandglöckchen sowie verschiedene Flechten und Moose zu finden. Die Grünlandflächen, welche vor der Unterschutzstellung als Acker genutzt wurden, werden zur Pflege extensiv beweidet mit dem Ziel, die Entwicklung von Mager- und Trockenrasengesellschaften zu fördern. Die Grünlandflächen dienen gleichzeitig als Pufferzone zu den das Naturschutzgebiet umgebenden landwirtschaftlichen Nutzflächen.
Die Beweidung fand ab Mitte der 1980er-Jahre zunächst mit Schafen statt. Dadurch konnte die Ausbreitung von Gehölzen und Schilf jedoch nicht aufgehalten werden. 1996 wurden die Uferbereiche des Sees freigestellt und am Nordufer Beweidungsversuche mit Galloway-Rindern durchgeführt. Die Beweidung mit Galloway-Rindern wurde bis Ende der 1990er-Jahre bis auf wenige Abschnitte auf das gesamte Naturschutzgebiet ausgedehnt, wodurch viele der seltenen Arten im Naturschutzgebiet wieder erheblich zugenommen haben. Das Naturschutzgebiet ist Projektgebiet des Life-Projektes „Aurinia“, das den Erhalt und die Wiederherstellung der Lebensräume des Goldenen Scheckenfalters zum Ziel hat.
Der Bültsee verfügt über Flachwasserzonen. Hier kommen Europäischer Strandling, See-Brachsenkraut und Wasserlobelie und Wechselblütiges Tausendblatt vor. Am Seeufer kommen Pillenfarn und Borstige Moorbinse vor.
Im Norden verläuft am Rand des Naturschutzgebietes ein Wanderweg, der an zwei Stellen an den See heranführt. Hier wie auch an einem Aussichtspunkt am Rand des Naturschutzgebietes und an einem nahegelegenen Parkplatz befinden sich Informationstafeln. Am Westufer des Sees befindet sich eine kleine Badestelle. Im Nordwesten grenzt ein Sportplatz an das Naturschutzgebiet, der teilweise in das Naturschutzgebiet hineinragt.
Das Naturschutzgebiet, das im Westen an die Landesstraße 253 nach Kosel grenzt, wird vom Verein zur Förderung des Umweltschutzes im ländlichen Raum Schleswig-Holsteins betreut. Der See gehört der Gemeinde Kosel, die angrenzenden Flächen der Stiftung Naturschutz Schleswig-Holstein.